# The Hall-Room Boys
The Hall-Room Boys è un cortometraggio muto del 1910. Il nome del regista non viene riportato.
Fred Walton, qui al suo esordio cinematografico, è stato un caratterista inglese che, nella sua carriera, ha girato una cinquantina di film.

## Produzione
Il film fu prodotto dalla Selig Polyscope Company

## Distribuzione
Distribuito dalla General Film Company, il film - un cortometraggio in una bobina - uscì nelle sale cinematografiche statunitensi il 11 luglio 1910.